# زبان ییدیش
یدیشی یا ییدیش (به ییدیش: ייִדיש)، (به آلمانی: Jiddisch)، (به لهستانی: Jiddisch)، (به روسی: Идиш)، (به اوکراینی: Їдиш)، (به انگلیسی: Yiddish) و (به لاتین: Iudaeogermanica) نامِ زبانی است، که نزدیک به هزار سال، زبانِ مادری و گاه، تنها زبانِ بعضی جوامعِ یهودیانِ اشکنازی بود، که در اروپای شرقی و مرکزی می‌زیستند. یِدیش در میانِ فرهنگِ اشکنازی، از حدودِ سدهٔ دهمِ میلادی در کرانه‌های راین پاگرفت و سپس در مرکز و خاورِ اروپا گسترده شد. ییدیش در واقع از لهجه‌های جنوبِ شرقیِ آلمانیِ میانهٔ علیا شاخه شد و در کنارِ دیگر زبان‌های آلمانی علیا، شاخه‌ای از زیرخانوادهٔ زبان‌های ژرمنی است، که با الفبای عبری نوشته می‌شود. آمیختن ییدیش با زبان‌های اسلاوی آن را به دو شاخه شرقی و غربی بخش کرد.
در بارهٔ ییدیش دانستن، با آگاهی در بارهٔ اشکنازی‌ها رابطهٔ مستقیم دارد. بر خلافِ دیگر زبان‌ها که گویش‌وران شان، باشندگانِ زادبومی ویژه یا شهروندانِ ملیتی معلوم اند، ییدیش را–در بیش‌تر سال‌های عمرش–یهودیانی با ملیت‌های گوناگون در سراسرِ جهان، به کار می‌برده‌اند، اگرچه امروز در میانِ یهودیانِ آمریکا کمابیش از رواج افتاده و در روسیه نیز رو به نابودی است.

## نام این زبان بهپارسی
پیدا است، که آشنایی پارسی‌زبان با این زبان و در کل فرهنگ یهودیان اروپایی، در چند سده گذشته و از راه ترجمه پیدا شده است. اصطلاحِ (به آلمانی: Jiddisch) خود، در اروپا، تلفظی دگردیسیده از یهودی یا مانند jüdisch فرانسه Juif است و این تلفظ دگردیسیده، آن گاه که /ی/ نسبتِ پارسی به آن افزوده شود، ترکیبی ناآشنا هم می‌شود. همچنان که برای نمونه، Kurdish خود، به معنای کردی است و کُردیشی ترکیبی است نادرست. طرفه آن که پسوند isch در زبان‌های ژرمنی، همان ic یا ig در زبان‌های ایرانی میانه است و /ی/ نسبتِ فارسی دری نیز بازماندهٔ همان.
اما گذشته از دستور زبان، شاید بتوان از دریچه‌ای دیگر، بهانه‌ای جست برای پذیرفتنِ نام یدیشی. چنان‌که گفته شد یدیشی خود به معنای یهودی است و زبانِ یهودیان، ناچار باید با یکی از نشانه‌های نسبت، به ایشان نسبت داده و برای نمونه گفته شود: یهودی (یهود+ی) یا یهودانه (یهود+انه)؛ یا آن که به افرادِ یهودی منسوب شود و گفته شود یهودیانه (یهودی+انه). Jiddisch یا Yiddish خود بر همین صورت است: Jidd+isch و Yid+ish، به معنای یهودی. اکنون اگر ی نسبت را به آن بیفزاییم واژهای ساخته‌ایم که به یهودیان منسوب است. باید در نظر داشت که یهودیان، در سراسرِ جهان به زبان‌های مختلفی سخن گفته‌اند. پس، خواندن یهودیانی که در میانِ ژرمن‌ها می‌زیسته‌اند و نیز نامیدنِ زبان اشان، با اصطلاحِ ییدیش، ایشان را از دیگر یهودیان مشخص می‌کند و به روشن شدنِ مفهوم یاری می‌رساند.

## پیشینه
یهودیان تنها روزگارِ کوتاهی با زبانی که عبری نامیده می‌شود، سخن گفته‌اند. به ویژه پس از پراکنده شدن در جهان، برای تعامل با دیگران، بیش‌تر به زبانِ مردمی سخن گفته‌اند، که در میان شان جای‌گرفته و به سرزمینِ ایشان منسوب شده‌اند و اگر تفاوتی به چشم بخورد، بسیار ناچیز و در اندازهٔ لهجه و گویش است. پیدایشِ ییدیش نیز بر همین قاعده بوده است. بخشِ بزرگی از عمرِ چندصد سالهٔ ییدیش، به دگردیسی ش، از گویشی آلمانی، به زبانی ورزیده گذشت که نمونهٔ بی‌مانندی از آمیزشِ زبان‌های آلمانی، لهستانی، روسی، عبری، آرامی و گاه اوکراینی شد.

### ازگویشیآلمانی تا ییدیشِ کهن
برابر با سدهٔ چهارمِ هجری (دهمِ میلادی) یهودیانی از فرانسه و شمالِ ایتالیا، با کوچیدن به سوی شرق، برای نخستین بار به پایه‌گذاری اجتماعِ بزرگی از یهودیان در کرانه‌های راین آغازیدند و فرهنگی یهودی در میانِ ایشان- در اروپای مرکزی- شکل گرفت و از آن پس در میان یهودیان، به اشکنازی شناخته شدند. اگرچه آگاهی‌های ریزی در بارهٔ زبانی که تا آن روز در میانِ ایشان به کار می‌رفت در دست نیست، اما ناگزیر، گویشی یهودی-رومی بوده که لاز نامیده می‌شود و به گمان، بن‌پارهایی پراکنده از دیگر زبان‌های جنوب اروپا در خود داشته‌است. تازه‌واردانِ یهودی اما، در کرانه‌های راین با لهجه‌های پرشمارِ ژرمنی رویارو شدند، که مقدر بود سپس‌تر زبان اقوام و ملت‌هایی گوناگون شوند. در این میان باهمستان جوانِ اشکنازیان، گویشِ آلمانی ش را با واژه‌ها و عبارت‌هایی از لاز نشانمند کردند که هنوز اندک ردِ پایی از آن، در واژه‌های ییدیشِ امروزی به جا مانده‌است، به ویژه در یِدیشِ غربی. واژه‌ها و عبارت‌هایی نیز از ادبیات دینی قوم یهود به گویش آلمانی ایشان راه یافتند، چراکه ایشان به نوشته‌ها و ادبیاتِ خاخامی دسترس بودند و ناگزیر اصطلاحاتِ آن را در گفتگوهای روزانه اشان شرکت می‌دادند. این چنین یهودیان رفته رفته، این گویش را با نیازهای ویژهٔ فرهنگِ نوپای اشکنازی سازگار کردند. به شدت زیر نفوذ عبری و آرامی واقع شد، چندان که نزدیک به یک ششم واژگان ییدیش را شکل داد. کاست‌وفزودها در این گویشِ آلمانی، پرورشِ عمدیِ تفاوت‌هایی زبان‌شناسانه بود، که اشکنازی‌ها را به تمایز و هویتی فرهنگی می‌رساند. به این ترتیب، صورتِ تغییرِ یافته‌ای از آلمانیِ سده‌های میانه پدید آمد، که عنصرهایی را از لاز، عبریِ میشنایی و آرامی به ارث برد تا عمده زبانِ یهودیانِ اشکنازی باشد.
همچنین جامعهٔ اشکنازی‌ها، جغرافیای خود را داشت، برای ارتباط در میانِ محله‌های یهودی که اندکی مستقل از همسایگانِ غیریهودی اشان بودند. در اروپای سده‌های میانه که هنوز دولت‌های ملی پا نگرفته بود و فرمانروایانِ محلی و زمین‌داران، لگامِ اروپا را به دست داشتند، گسترهٔ فرهنگیِ یهودیان، چندان با قلمروی این فرمانروایانِ محلی نمی‌خواند؛ به گونه‌ای که حوزهٔ زندگیِ اجتماعاتِ اشکنازی تا شمالِ فرانسه و سرزمین‌های غربی‌تری که یهودیانِ سفاردی در آن پراکنده بودند ادامه داشت.
کهن‌ترین سندِ به‌جامانده به زبان ییدیش، دعایی است، که در نیایش‌نامه‌ای به عبریِ سره گنجانده شده. در این نوشته یِدیش به روشنی زبانی از زبان‌های آلمانی علیای میانه است که واژه‌هایی از آن عبری اند.

### ییدیشِ کهن
جنگ‌های صلیبی فضایی جزم‌اندیشانه را در اروپای مسیحی گستراند که در پی اش سخت‌گیری بر اشکنازیان نیز افزوده شد. در سدهٔ سیزدهمِ میلادی (سدهٔ هفتم هجری) در اجتماعاتِ کوچکِ یهودی به گویش‌های آلمانی سخن می‌گفتند، جمعیت اِشان به شدت رشد کرد. سخت‌گیری‌ها و فشارها در اروپای کاتولیک -که یهودیان را زمینه‌سازِ به صلیب بسته شدنِ پیامبر اشان می‌دانستند- آنان را برای گریختن از شکنجه‌ها و آزارها به سوی شرق کوچاند. ییدیش به شرقِ آلمان، لهستان، و دیگر سرزمین‌های شرقیِ اروپا رسید. رویاروییِ ییدیش با زبان‌های اسلاویِ رایج در این سرزمین‌ها، ییدیش را با وام‌گیریِ واژه‌هایی از زبان‌های اسلاوی درگیر کرد و دگردیسی اش را از گویشی آلمانی، به زبانی خودساخته در پی آورد. جدا شدن گویش‌وران اروپای شرقی از کانونِ آلمانی علیای میانه و در معرض زبان‌های اسلاوی به‌ویژه لهستانی و اوکراینی، قرار گرفتن اش، به نخستین تمایزها میان ییدیش غربی و شرقی انجامید. ییدیشِ شرقی میانِ یهودیانی گسترده شد که در سرزمین‌های اسلاوی می‌زیستند و یدیشی غربی در میان یهودیانی که در آلمان و فرانسه ماندند. به دو گویش بخش شدنِ یدیشی، خود، مایهٔ متمایز شدنِ اجتماعاتِ گویشورانِ این دو لهجه شد.

### یِدیش میانه
در سده‌های چهاردهم و پانزدهم میلادی ترانه‌ها و چکامه‌ها در ییدیش و همچنین تکه‌هایی در عبری و آلمانی، رختِ نوشتن پوشیدند. ترانه‌ها و چکامه‌هایی در ییدیش و نیز قطعه‌هایی ملمع به آلمانی و عبری از سدهٔ چهاردهم و پانزدهم پیدا شده‌اند که در پایانِ سدهٔ پانزدهم که مناخیم بن نفتالی اولدن‌درف گرد آورده‌است. در همین دوره و همزمان با نوزایش، شکل‌گیریِ توافقی در میانِ جامعهٔ یهودی به چشم می‌آید تا نسخهٔ خود را از ادبیاتِ گیتی‌گرایانه ی آلمانی، همساز کند. نخستین چکامهٔ حماسی از این دست که به نظم درآمد دوکوس هورانت است که در کتابخانهٔ کمبریج نگاه داشته می‌شود. این دست‌نوشت، در سالِ ۱۸۹۶م. در کنیسه ی قاهره یافته شد و گردایه‌ای از چامه‌هایی داستانی با موضوعاتِ کتابِ مقدس و حقاده را دربرداشت.
در سدهٔ شانزدهم میلادی اروپای خاوری، به ویژه لهستان، کانونِ جهانِ یهودی بود. پس زبانِ یهودیان به گونه‌ای فزاینده، با عنصرهایی از زبان‌های اسلاوی در هم آمیخت. همچنین در همین روزگار، ییدیشِ الفبای عبری را به کار گرفت و زبانی نوشتاری شد. در میانه‌های این سده، پیشرفتی در ادبیاتِ نوشته‌ها دیده می‌شود. فراگیر شدنِ دستگاهِ چاپ هم، کمکِ چشمگیری کرد به بازماندنِ این نوشته‌ها.
صرفِ نظر از به کارگیریِ آشکارِ واژه‌های عبری برای موضوعاتِ دینی، حکم کردن در بارهٔ چندوچونِ فاصله گرفتنِ ییدیش از آلمانی، در این دوره، بسیار دشوار است. این به ویژگی‌های آوایی -که فرض می‌شود حروف به ویژه واکه‌ها داشته‌اند- وابسته است. پژوهندگان بر این اجماع دارند، که در این دوره ییدیش شاید- حتی هنگامی که به مؤلفه‌های آلمانی واژگان اش محدود بوده- متمایز از میانگینِ گویش‌های آلمانی به گوش می‌آمده‌است.

### هسخلاه و شکوفاییِ فرهنگِ ییدیش
از سده ی هجدهم میلادی بازارِ ییدیش غربی، اندک‌اندک، از سکه افتاد. اشکنازیان، اگرچه روشن‌گری را هسخلاه نامیدند تا این جنبش را از آن چه در اروپای مسیحی در جریان بود مشخص کنند، اما دستاوردِ هسخلاه، سست شدنِ گرایشِ مذهبی در میانِ ایشان بود. گویش‌ورانِ ییدیش غربی، در حوزهٔ فرهنگِ آلمانی می‌زیستند و در حال و هوای روشن‌گری و هسخلاه، ییدیش را انحرافی ناسره و نارس از آلمانی می‌پنداشتند. زبان آلمانی- که هم در کانونِ اندیشهٔ مدرن بود و هم در کنار انگلیسی و فرانسوی یکی از سه بستر پایه‌ای تجدد- با میل تمام، تواناییِ بلعیدنِ گویش‌های خُردترِ همسایه را داشت. پاگرفتنِ عبریِ نو از دیگر سوی، عرصه را بر ییدیش تنگ می‌کرد. چنین بود که ییدیشِ غربی تنها در گفتگوهای خانوادگی اشکنازی‌ها بازماند. در خاور اما- جایی که چنین فضایی حاکم نبود- زبانِ ییدیش همچون نیرویی چسبناک، اجزای فرهنگی را به هم می‌تنید که از آن به ייִדישקייט یا یدیشخیت (= یدیشیت) نام می‌بردند. یدیشخیت بر پایهٔ اندیشهٔ گیتی‌گرایی شکل گرفت و ادبیاتِ گیتی‌گرایانهٔ ییدیش را پایه گذاشت. پایانِ سدهٔ نوزدهم و آغازِ سدهٔ بیستمِ میلادی، روزگارِ زرینِ ادبیاتِ ییدیش بود. سه نویسندهٔ پرآوازه و بزرگِ ییدیش، مندل موشر سفاریم، شولم یانکوف آبراموویچ با تخلصِ کتاب‌فروشِ دوره‌گرد، و اسحاق لایب پرتض در همین دوره آشکار شدند.
در آغازِ سدهٔ بیستمِ م. ییدیش به عنوانِ یکی از زبان‌های بزرگ اروپای شرقی پدیدار شد. سینمای ییدیش و تئاتر ییدیش می‌شکفتند و ادبیاتِ غنی آن بیش از هر زمانِ دیگری منتشر شد، چندان که ییدیش یکی از زبان‌های رسمیِ بلاروس شد. پس از جنگِ جهانیِ نخست، آموزشِ مستقل و هماهنگ برای یهودیان در چند کشور- به ویژه در لهستان- مایهٔ گسترش و رواجِ آموزشِ ییدیشِ روشمند و باقاعده شد و هم‌گرایی و یکدستی بیش‌ترِ نگارش و ویرایش را میان یهودیان در پی آورد. این فرایند همچنین به شکل گرفتن و پایه گذاشتنِ بنیادِ علمیِ ییدیش در سالِ ۱۹۲۵ انجامید. ییدیش، زبانِ ملیِ قومِ یهود در اروپای خاوری شد و جنبشِ صهیونیسم را برای کوچاندنِ یهودیان به سرزمینی بیرون از اروپا، وقعی ننهاد و راه خود را، در برپا کردن و پیش‌بردنِ فرهنگِ یکپارچهٔ یهودی در اروپا پی گرفت.

## آمریکا

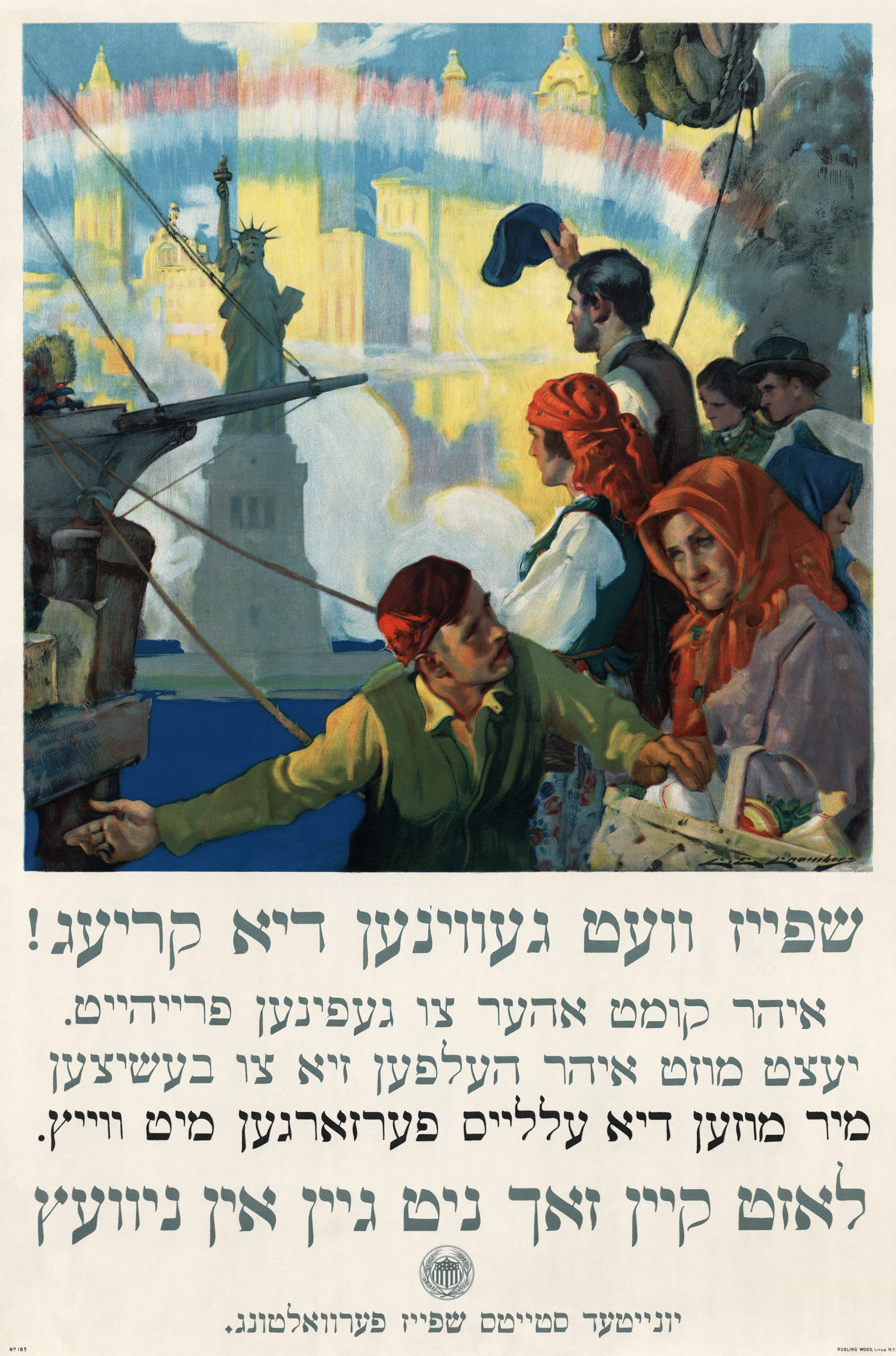
پستری به سال ۱۹۱۷ میلادی، مربوط به جنگ جهانی اول به زبان ییدیش، در تشویق به عدم اسراف و حفظ مواد غذایی. ترجمه متن پوستر: «غذا باعث پیروزی در جنگ خواهد بود - شما به‌دنبال آزادی، به این‌جا [آمریکا] آمدید. اکنون باید برای حفظ آن [آزادی] کمک کنید - گندم برای متحدان مورد نیاز است - چیزی را تلف نکنید».

آمریکا سرزمینی است که به دست دریانوردان اسپانیایی به اروپاییان شناسانده شد. اگرچه حضور و نفوذ اسپانیایی‌ها و فرهنگ و زبان اسپانیایی در جنوب و مرکز قاره آمریکا هنوز هم پابرجا است اما شمال این قاره هم دور از این حضور و نفوذ نبوده‌است. تا پایان سدهٔ نوزدهم میلادی بسیاری از ایالت‌های جنوبی ایالات متحده همگی یا در کنترل اسپانیا بودند یا بخشی از خاک مکزیک. شاید از همین رو بود که بیش‌تر یهودیانی که رحل اقامت در ینگه دنیا انداختند، یهودیان سفاردی بودند. تنها در میانه‌های سدهٔ نوزدهم م. بود که نخستین اشکنازیان از آلمان و پس از آن از خاور اروپا به این کشور رسیدند و ییدیش نخستین حضور اش را در آمریکا ثبت کرد. فورورتس یکی از هفت روزنامه‌ای بود که هر روز در نیویورک چاپ و منتشر می‌شد.
تنها در خاور اروپا نبود که ادبیات ییدیش هر روز غنی‌تر می‌شد. در ۱۹۷۶ سول بیلو که در کانادا زاده شده بود اما در آمریکا زندگی می‌کرد برندهٔ جایزه نوبل ادبیات شد. او ییدیش روانی و داشت شعرهای فراوانی را از ییدیش به انگلیسی برگرداند. شعرهایی که سروده‌های ایزاک بشویس سینگر نیز در میان اشان بود. در ۱۹۸۷ اما، خودِ ایزاک بشویس سینگر، نویسندهٔ ییدیش‌زبان زادهٔ لهستان و مقیم آمریکا برندهٔ جایزه نوبل ادبیات شد.

## اسراییل
ییدیش از دیگر سو با عبریِ نو در چالش بود که صهیونیست‌ها می‌کوشیدند در میانِ یهودیان بپراکنند و زبانِ رسمیِ قومِ یهود بشناسانند. در سال‌های نخستِ اشغالِ فلسطین نیز، در سرزمین‌های اشغال شده، جنگی به نامِ جنگِ زبان درگرفت، میانِ طرفدارانِ به کارگیریِ زبانِ آلمانی- که هوادارِ استعمارِ آلمان بودند- و گروهی دیگر که هوادارِ استعمار انگلستان بودند و خواستارِ به کار گرفتنِ زبانِ عبری و برخی دیگر که خواستارِ به کار گرفتنِ زبانِ یِدیشی بودند.
زبان ملی اسراییل، عبریِ نو است. کنار رفتن ییدیش به عنوان زبانی که میل و توان جانشینی دارد، خود بازتابیدهٔ کشاکش دو نیروی مذهبی و گیتی‌گرایانه بود. گروه‌های گیتی‌گرا زبانِ ملیِ نویی برای برجسته کردنِ هویت می‌خواستند و اهل مذهب به‌طور سنتی می‌خواستند که عبری، زبانِ مقدس ویژه نماز و نیایش و مطالعاتِ مذهبی، پذیرفته باشد. در آغازِ سدهٔ بیستم ترسایی کوچندگان صهیونیست در فلسطین کوشیدند تا کاربرد ییدیش را در میان جامعهٔ خودشان از ریشه برکنند یا دست کم از لحاظ اجتماعی ناپذیرفتنی کنند.
این کشاکش همچنین نگاه‌های مخالف میان یهودیان گیتی‌گرا را در سراسر جهان بازمی‌تاباند. از سویی عبری و صهیونیسم و از دیگر سو ییدیش و انترناسیونالیسم به عنوان وسایل تعریف کردن ظهور ملی‌گرایی یهود. سرانجام پس از ۱۹۴۸ و با نفوذ یهودیان سفاردی مزراحی -که ییدیش برای شان بیگانه بود اما از پیش با عبری آشنا بودند- عبری دیگر تنها گزینهٔ عملی به نظر می‌آمد. اگرچه عامل اجتماعی فرصت‌ها را برای کام یافتن ییدیش از میان برد، اما از دیگر سو اولیای امور در اسراییل نیز، در دههٔ ۱۹۵۰، با گستردن قوانین سانسوری که از حاکمیت بریتانیا ارث رسیده بود، تئاتر ییدیش را در اسراییل کمابیش ممنوع کردند.
با این همه هنوز برخی کوچندگان کهنسال‌تر به اسراییل از شوروی که بیش‌تر از پنجاه سال دارند، تا اندازه‌ای به ییدیش سخن می‌گویند یا دست کم آن را می‌فهمند. در حلقه‌های مذهبی، این هاردی اشکنازیان و به ویژه یهودیان حسیدی و میتناگدیمِ (ضد حسیدیّه) یشیوایِ جهانیِ لیتوانی بودند که آموزاندن سخن گفتن و به کار بردن ییدیش را پی‌گرفتند و آن را زبانی ساختند، که امروزه صدهاهزار از یهودیان هاردی به کار می‌برند. بزرگ‌ترین این مرکزها در بنی براک و بیت المقدّس است.

## ییدیش در روسیه

### بیروبیجان،جمهوریخودمختارییدیش
این جمهوری در سالِ ۱۹۳۴میلادی (۱۲۹۳ جلالی) بنیاد نهاده شد. پس از جنگ جهانی دوم، رهبرانِ شوروی را رای بر آن شد، که یهودیانِ روسیه را به نقطه‌ای از سرزمینِ پهناورِ روسیه بکوچانند و فراهم آورند. بیروبیدژان، در دورترین سرزمین‌های خاورِ دورِ روسیه برگزیده شد و یهودیان به این منطقه کوچانده شدند. هم‌اکنون، زبان یِدیش در این جمهوری، زبانِ رسمی است.

## پانوشت‌ها
1. ↑  Ghil'ad Zuckermann, 2014, Jewish Language Contact بایگانی‌شده  در ۲۶ ژوئیه ۲۰۱۸ توسط Wayback Machine (=International Journal of the Sociology of Language 226).
2. ↑  Ghil'ad Zuckermann, 2003, Language Contact and Lexical Enrichment in Israeli Hebrew, Palgrave Macmillan (ISBN 978-1-4039-1723-2 / ISBN 978140338695)
3. ↑  آغاز و پایان بنی اسراییل، خاستگاه آرامی-عبدالله شهبازی
4. 1 2  The History and Development of Yiddish
5. 1 2 3 4 5 6 7 8 9 10  Wikipedia, Yiddish language
6. 1 2  Britannica Concise Encyclopedia, Yiddish language
7. ↑  BBC Persian
8. ↑  دیباچهٔ فرهنگِ علومِ انسانی (انگلیسی- فارسی)، داریوشِ آشوری، نشرِ مرکز، تهران 1385
9. ↑  Britannica, Yiddish drama
10. ↑  زبان راهی برای نفوذ صهیونیسم- مهشید صفایی.